# Pachycephalopsis hattamensis
Pachycephalopsis hattamensis là một loài chim trong họ Petroicidae.